# Tufeni
Tufeni es una comuna ubicada en el distrito de Olt, Rumania.

## Superficie
Posee una superficie de 71,16 kilómetros cuadrados.

## Demografía
Hasta 2021 la población era de 2495 habitantes, con una densidad de población de 35,06 habitantes por kilómetro cuadrado.